# Walter Hermann von Heineke

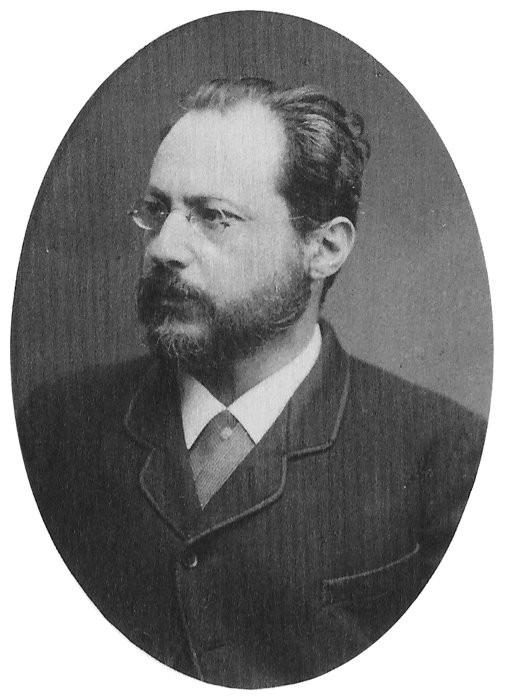
Walter von Heineke

Walter Hermann Heineke, seit 1892 Ritter von Heineke (* 17. Mai 1834 in Schönebeck (Elbe); † 28. April 1901 in Erlangen) war ein deutscher Chirurg und Hochschullehrer in Erlangen.

## Leben
Als Sohn des Arztes Karl Friedrich Heineke (1798–1857) studierte Heineke Medizin an der Georg-August-Universität Göttingen und der Friedrich-Wilhelms-Universität Berlin. Er wurde im Corps Brunsviga Göttingen (1855) und im Corps Vandalia Berlin (1856) recipiert. Als Inaktiver wechselte er an die Universität Leipzig und die Königliche Universität Greifswald. In Greifswald wurde er chirurgischer Schüler und Assistent von Heinrich Adolf von Bardeleben. Er wurde 1858 mit der Dissertation De connexu irritabilitatis musculorum cum rigore mortis observationes physiologicae zum Dr. med. promoviert. 1863 habilitierte er sich. 1867 wurde er auf den chirurgischen Lehrstuhl der Friedrich-Alexander-Universität Erlangen berufen, den er bis zu seinem Tod innehatte. 1884 wurde er in die Deutsche Akademie der Naturforscher Leopoldina gewählt.
Er war Geheimer Medizinalrat und stand als Generalarzt mit dem Rang als Generalmajor à la suite des Sanitätskorps der Bayerischen Armee. 1892 wurde er durch die Verleihung des Ritterkreuzes des Verdienstordens der Bayerischen Krone in den persönlichen Adelsstand erhoben. Nach der Eintragung in die Adelsmatrikel durfte er sich „Ritter von Heineke“ nennen. 1899 ernannte ihn die Stadt Erlangen zum Ehrenbürger.

## Schriften (Auswahl)
- Beiträge zur Kenntniss und Behandlung der Krankheiten des Knies. Danzig 1866.
- Anatomie und Pathologie der Schleimbeutel und Sehnenscheiden. Erlangen 1868.
- Compendium der Operations- und Verbandlehre. Erlangen 1871; 2. Auflage 1874; 3. Auflage 1885–1886.
- Chirurgische Krankheiten des Kopfes. Stuttgart 1873 (= Pitha, Billroth: Handbuch der allgemeinen und speciellen Chirurgie. Band III-1/1/2).
- Die chirurgischen Krankheiten des Kopfes. Stuttgart 1882 (= Deutsche Chirurgie. Hrsg. Th. Billroth und A. Luecke).
- Ein Vorschlag zur Exstirpation hochgelegener Rektumkarzinome. In: Münchner medizinische Wochenschrift, 1888, Band 37.